# Шулов, Иван Семёнович
Иван Семёнович Шулов (1874—1940) — русский советский агроном

.

## Биография
Родился 13 (25) сентября 1874 года в крестьянской семье в Ардатове Симбирской губернии. Когда ему было 4 года умер отец, через шесть лет — мать; жил в Ардатове в чужой семье на скудное содержание, высылаемое старшим братом.
С 1888 года учился в Казанском земледельческом училище, после окончания которого в 1894 году поступил в Московский сельскохозяйственный институт. В 1899 году по окончании курса института был оставлен в нём и под руководством Д. Н. Прянишникова работал ассистентом на кафедре частного земледелия и и учения об удобрении.
В 1908—1913 годах читал лекции по земледелию и физиологии растений на Голицынских женских сельскохозяйственных курсах.
В 1913 году был утверждён профессором Московского сельскохозяйственного института; одновременно руководил организованной по его инициативе льняной опытной станцией при институте, преобразованной позже во Всесоюзный НИИ льна (Торжок). В 1917—1920 годах был помощником директора института, в 1925—1928 годах — заместителем ректора Московской сельскохозяйственной академии. С 1920 года он также был профессором земледелия землеустроительного факультета Московского межевого института.
И. С. Шулов автор работ по изучению корневого питания высших растений; совместно с П. Р. Слёзкиным и Г. Г. Петровым предложил оригинальные методы изолированного питания и стерильных культур. Занимался разработкой научных основ культуры льна.
Был талантливым лектором, писал стихи и выступал как чтец-деламатор.
В конце 1929 года по состоянию здоровья оставил преподавательскую деятельность. В последние годы жизни был референтом по проблемам высшей школы при Наркомате земледелия СССР.